# 강종영
강종영(1980년 1월 30일 ~ 서울특별시)은 대한민국의 배우이다.

## 학력
- 서울예술대학교 방송연예과

## 출연

### 영화
- 2004 시실리 2km
- 2009 하늘과 바다
- 2013 파파로티
- 2015 대호
- 2015 케이타운 카우보이
- 2016 덕혜옹주
- 2019 걸캅스
- 2019 천문: 하늘에 묻는다

### 드라마
- 1996 SBS 성장느낌 18세
- 2000 SBS 덕이
- 2002 SBS 오남매
- 2002 SBS 야인시대
- 2010 KBS 1TV 전우